# Indeterminismus
Als Indeterminismus wird die Auffassung bezeichnet, die annimmt, dass nicht alle Ereignisse durch Vorbedingungen eindeutig festgelegt sind, es also bestimmte Ereignisse gibt, die nicht oder nicht eindeutig durch Ursachen determiniert, sondern indeterminiert (unbestimmt) sind. Der Indeterminismus wird klassisch als Gegensatz zum Determinismus angesehen.

## Objektiver Zufall
Grundlage des Indeterminismus bildet die Existenz des objektiven Zufalls. Objektiver Zufall bezeichnet Zufallsereignisse, die (im Gegensatz zum subjektiven Zufall) nicht reduzierbar sind, also nicht von (verborgenen) Ursachen abhängen, sondern fundamental unbestimmt und rational nicht erklärbar sind. Die mathematischen Grundlagen dieser Irreduzibilität wurden von John von Neumann gelegt.
Der österreichische Wissenschaftler Philipp Frank schlug schon im Jahre 1932 folgende Erklärung vor:

„Ein Zufall schlechthin, also gewissermaßen ein absoluter Zufall wäre dann ein Ereignis, das in bezug auf alle Kausalgesetze ein Zufall ist, das also nirgends als Glied einer Kette auftritt.“

Das Problem besteht allerdings darin, zu entscheiden, ob für ein Ereignis die Ursache lediglich unbekannt ist, oder ob es objektiv ohne Ursache eintrat.
Viele Ereignisse der Quantenmechanik gelten insbesondere nach der Kopenhagener Deutung als fundamental unbestimmt und unreduzierbar, also objektiv zufällig und nicht auf verborgene Variablen zurückführbar. Andere Deutungen der Quantenmechanik (De-Broglie-Bohm-Theorie, Ensemble-Interpretation, Viele-Welten-Interpretation) lassen dagegen (nichtlokale) verborgene Variablen zu und beinhalten keinen objektiven Zufall. Ob Quantenereignisse irreduzibel sind oder nicht, ist eine der grundlegenden Fragen der Quantenphysik, über die auch schon Bohr und Einstein stritten (Bohr-Einstein-Debatte) – und ist nach wie vor ungeklärt.
Nach der modernen Wahrscheinlichkeitstheorie setzt der Begriff der objektiven Zufälligkeit aber nicht zwingend die Annahme eines „metaphysischen Indeterminismus“ voraus, sondern „ist durch das erklärbar, was in der Physik ‚deterministische Instabilität‘ genannt wird“. Singularitäten bzw. instabile Punkte in den Berechnungsmodellen auch innerhalb der deterministischen, klassischen Mechanik bewirken, dass beliebig kleine Unterschiede im Anfangszustand nach hinreichend langer Zeit zu maximal großen Abweichungen der Ergebnisse führen. Das Ergebnis wird von „unmessbar kleinen Fluktuationen bestimmt und ist daher unmöglich vorhersagbar“. Zusammen mit prinzipiellen Grenzen exakter Messbarkeit impliziert dies „die Existenz objektiv indeterminierter Prozesse auch im Größenbereich der Makrophysik“.
Zufallszahlenfolgen werden unterschieden in berechenbare Zufallszahlen (Pseudozufallszahlen) und „echte“, also objektiv zufällige Zufallsfolgen, für die kein Algorithmus existieren kann, der die Zahlenfolge exakt wiedergeben könnte. Aus theoretischen Überlegungen kann – unter begründeten Annahmen – gezeigt werden, dass Quantenereignisse echte Zufallsfolgen produzieren. Einige physikalische Prozesse wie das Atmosphärenrauschen, CCD-Sensorrauschen, metastabile Zeitgeber oder Spannungsschwankungen an einer Z-Diode gelten als hinreichend echt zufällig, wie auch das Würfeln oder die Ziehung von Lottozahlen, in der Hinsicht, dass sie von echtem Zufall nicht unterscheidbar sind.
Mathematisch gestaltet sich die Unterscheidung von Pseudozufallszahlen gegenüber echten Zufallszahlen, also der Beweis echter Zufälligkeit, tatsächlich als schwierig. Niemand kann wirklich ausschließen, dass nicht doch ein Algorithmus existiert, der eine beobachtete Zahlenfolge reproduzieren könnte. Dennoch gibt es statistische  Testverfahren auf Zufälligkeit, die die Güte von Zufallszahlenfolgen messen können. Längere Folgen von Pseudozufallszahlen, wie sie von typischen Programmen wie Mathematica generiert werden, sind damit von Quantenzufallszahlenfolgen mit gewisser Treffsicherheit unterscheidbar. – was auf die beschränkte Güte der Pseudozufallszahlenfolge hinweist. Die besten synthetischen Zufallszahlengeneratoren sind echten Zufallszahlengeneratoren allerdings ebenbürtig; sie benötigen dafür lediglich zwei unabhängige Quellen „schwacher“ Entropie.

## Indeterminismus und Freier Wille
Indeterminismus spielte in der Debatte um den freien Willen des Menschen eine wesentliche Rolle. Dies entsprang der klassischen Vorstellung, nach der Determinismus und Indeterminismus Gegensätze bildeten. Nach Auffassung des Inkompatibilismus ist ein Determinismus, der keine indeterminierten Ereignisse zulässt, nicht mit dem freien Willen des Menschen vereinbar (gemäß Kompatibilismus besteht dieser Widerspruch nicht bzw. sind Determinismus und Indeterminismus nicht unbedingt Gegensätze).
Nach Robert Kane, einem der Hauptvertreter des Libertarismus, bedeute Indeterminismus nicht schon Zufall, sondern sei konsistent mit einer nichtdeterministischen Form von Verursachung, bei der das Ereignis verursacht sei, aber nicht unvermeidlich. Patrick Suppes vertrat eine „probabilistische Theorie der Kausalität“, John Dupré und Nancy Cartwright eine Gesetzesskepsis und prinzipielle Unvollständigkeit von Modellen – und sahen Indeterminismus als zentrales Prinzip der Natur.
Mit diesen libertaristischen Standpunkten und dem kompatibilistischen Standpunkt, der unter Einbeziehung prinzipieller Grenzen der Bestimmtheit einen „schwachen“ Determinismus annimmt, verliert sich der zwischen Determinismus und Indeterminismus postulierte Gegensatz: Eine genaue und exakte Prognostizierbarkeit, die man meistens mit dem Determinismus verbindet, ist beim schwachen Determinismus prinzipiell nicht gegeben. Daher ist im (schwachen) Determinismus die Zukunft offen. Elmar Sauter fasst dazu zusammen:

„Ein Hauptargument des Libertarianismus gegen den Determinismus war die fehlende offene Zukunft, und damit gäbe es mit dem Determinismus keine Wahlmöglichkeiten. Es bedurfte einer wissenschaftlichen Erkenntnis, dass man für Erklärungszwecke auch einen (schwachen) Determinismus mit offener Zukunft haben kann. Daher ist dieses Hauptargument hinfällig.“

## Indeterminismus versus Nichtdeterminismus
In der Theoretischen Informatik unterscheidet man zwischen deterministischen und nichtdeterministischen Algorithmen. Der Nichtdeterminismus basiert gegenüber dem Indeterminismus nicht auf dem Konzept des Zufalls, sondern einer Gleichzeitigkeit (theoretisch unbegrenzten Parallelität): dem Erreichen eines Ziels auf eine nicht-zielgerichtete Weise durch Bearbeitung aller Möglichkeiten.